# RUAG Space
RUAG Space è la divisione spazio della svizzera RUAG. Ha sette sedi in Svizzera, Svezia, Austria e conta 1.100 dipendenti.
La sede è a Seebach (Zurigo), dal luglio 2009, anno di acquisizione della Oerlikon Space da parte di RUAG.

## Prodotti e attività
Satelliti artificiali e vettori:
- Strutture e meccanismi di separazione
- Elettronica digitale
- Telecomunicazioni
- Strumentazione

Sede di Zurigo:
- Test ambientali
  - Test vinrazionali, shock (Piroshocktests), test climatici, centrifugazione, test di caduta
- Test sui materiali
- Test strutturali

RUAG Space ha partecipato a diverse missioni europee, tra le altre Herschel Space Observatory, Planck Surveyor, SMOS, BepiColombo, Sonda Galileo e Automated Transfer Vehicle.
Prodotti speciali sono ad esempio: Slip ring o termoisolamenti.

## Storia

### Oerlikon Contraves, Contraves Space, Oerlikon Space
Nel 1964 viene istituita Oerlikon Contraves. Sotto la guida della European Space Research Organisation (ESRO) viene sviluppato il primo satellite ESRO-1. Negli anni'70 si sviluppa per la European Launcher Development Organisation (ELDO), Ariane, vettore spaziale per impieghi commerciali. Vengono prodotti 160 vettori per la famiglia Ariane.
Nel 1999 il ramo spaziale Oerlikon Contraves diventa Contraves Space, della Unaxis Holding che acquisì la Oerlikon-Bührle Holding. La Unaxis rinomina il gruppo OC Oerlikon Corporation e Contraves Space nel dicembre 2006 diventa Oerlikon Space.
Nel giugno 2009 Oerlikon Space AG viene acquisita dalla RUAG, chiamandola RUAG Space AG.

### RUAG
La divisione spazio della RUAG è a Emmen, deriva dalla Oerlikon Contraves. La RUAG acquisisce successivamente Mecanex (a Nyon) e HTS (a Wallisellen). Nel 2008 viene acquisita la SAAB Space e la Austrian Aerospace. Del 2009 è l'acquisizione della Oerlikon Space AG.Dal 2020 RUAG  space viene rinominata in BEYOND GRAVITY in osservanza della decisione del governo svizzero di privatizzazione del settore spazio.

### Struttura del gruppo
RUAG Space è presente in Svizzera, Svezia e Austria con RUAG Schweiz AG di 560 dipendenti a Zurigo, Emmen e Nyon.
RUAG Space AB con 320 dipendenti a Göteborg e 80 a Linköping. RUAG Space GmbH a Vienna e Berndorf con 145 dipendenti.

## Vettori spaziali
RUAG Space produce carenature di carico utile per vari razzi tra cui gli Ariane della Arianespace per l'ESA, Vega e lo statunitense Atlas V500.